# Universal Media Disc
Universal Media Disc (UMD) jest formatem dysku optycznego stworzonym przez Sony specjalnie dla konsoli PlayStation Portable. Mieści się na nim do 1,8 GB danych. W odróżnieniu od Minidiscu, ani nagrywarki, ani puste dyski UMD nie są dostępne dla konsumentów, aby powstrzymać nielegalne kopiowanie.
Format UMD został złamany. Poprzez wykorzystanie błędów w oprogramowaniu PSP można uzyskać bezpośredni dostęp do danych zapisanych na dysku. System plików UMD jest zgodny ze standardem ISO 9660, znanym z płyt CD. Dane z dysku można zapisać w obrazie ISO na karcie pamięci Memory Stick, po czym uruchomić przy pomocy zmodyfikowanego oprogramowania.

## Specyfikacja
ECMA-365: Tylko-do-odczytu ODC - Pojemność: 1.8 GB (UMD™)
- Wymiary: ok. 65 mm (Szer.) × 64 mm (Dł.) × 4.2 mm (Wys.)
- Maksymalna pojemność: 1,80 GB (dwuwarstwowy), 900 MB (jednowarstwowy)
- Długość fali lasera: 655-665 nm (czerwony laser)
- Szyfrowanie: AES 128-bit